# 奈良女子短期大学
奈良女子短期大学（ならじょしたんきだいがく）は、奈良県奈良市三条町において1967年に設置計画のあった日本の私立短期大学である

## 概要
- 1966年12月頃、当時文部省[注 3]により発表された設置認可の申請校の一つとして挙げられている。 奈良県奈良市[注 2]において、一学科体制で入学定員50名にて設置計画されていたことが判明している。が、結局は開学できず[注 4]。
- ちなみに当時、短期大学が設置される予定だった同市三条町内には奈良保育学院が所在していた[3][注 5]が、関連があるか否かは目下、不明である[注 6]。冒頭でも記載している通り、奈良文化女子短期大学とは関係ないことに注意[注 7]。

## 設置予定学科
- 幼児教育科 入学定員50名